# Man on the Flying Trapeze
Man on the Flying Trapeze ist eine US-amerikanische Filmkomödie unter Regie von Clyde Bruckman aus dem Jahr 1935. Die Hauptrolle spielt W. C. Fields, der auch gemeinsam mit Sam Hardy die Handlung des Filmes entwarf. Der Filmtitel spielt auf das im englischen Raum bekannte Volkslied The Daring Young Man on the Flying Trapeze an.

## Handlung
Ambrose Wolfinger ist ein „Gedächtnisexperte“, der seinem Firmenchef Malloy dabei hilft, Einzelheiten und Anekdoten über dessen Klienten zu wissen. Im Privatleben hat Wolfinger vor einigen Jahren nach dem Tod seiner ersten Frau nochmals geheiratet, damit seine Tochter Hope mit einer Mutter aufwächst. Seine zweite Ehefrau Leona hat jedoch auch ihre garstige Mutter Cordelia und ihren arbeitsscheuen Bruder Claude in das Familienheim mitgebracht, die sich finanziell seit Jahren ganz auf Ambroses Einkommen verlassen, aber diesen zugleich bei jeder Gelegenheit kritisieren.
Eines Nachts brechen die Diebe Willie und Legs in den Keller von Ambrose ein. Sie betrinken sich mit Ambroses Applejack und singen in sentimentaler Stimmung das populäre Tin-Pan-Alley-Lied On the Banks of the Wabash, Far Away von 1897. Nachdem seine Ehefrau hysterisch wird, kümmert sich Ambrose um die Situation und singt mit den Einbrechern sowie dem verhaftenden Polizisten Adolph das Lied nochmals. Am Ende gerät Ambrose allerdings selbst kurzzeitig in Haft, da er den Applejack ohne Lizenz gebrannt hat. Seine Tochter Hope, die als einziges Familienmitglied zu ihm hält, bezahlt die Kaution.
Die Haupthandlung des Filmes dreht sich um den folgenden Tag, an dem Ambrose einen Wrestlingkampf besuchen will. Wolfinger möchte am Nachmittag hierfür gerne frei haben und erklärt Mr. Malloy deshalb, dass seine Schwiegermutter – die in Wirklichkeit strenge Abstinenzlerin ist – an den Folgen einer Alkoholvergiftung gestorben sei. Die Arbeitskollegen von Ambrose erfahren von dem tragischen Tod der Schwiegermutter, sie senden Kränze und Andachtskarten an sein Haus, zudem bringt die Zeitung einen Artikel über Cordelias angeblichen Tod durch eine Alkoholvergiftung. Die quicklebendige Cordelia ist zunächst verwundert und schließlich empört, dass man ihren Tod – noch dazu durch Alkohol – meldet.
Unterdessen macht sich Ambrose auf dem Weg zum Wrestling, kommt aber durch Probleme mit seinem veralteten Auto und übereifrige Verkehrspolizisten verspätet an. Zudem hat Claude das Erste-Reihe-Ticket von Ambrose aus dessen Tasche gestohlen und sitzt schon längst in der Arena. Als Ambrose vor dem Eingang steht, wird er versehentlich von einem Wrestler getroffen, der gerade durch seinen Gegner aus der Arena geschleudert wurde. Die zufällig ebenfalls anwesende Sekretärin von Ambrose kümmert sich um ihren verletzten Vorgesetzten. Claude beobachtet das und vermutet eine Affäre von Ambrose. Er rennt zu seiner Schwester und seiner Mutter und berichtet, dass Ambrose „betrunken im Schmutz“ mit seiner Sekretärin gelegen habe. Das und die falsche Todesmeldung über ihre Mutter sorgen dafür, dass sich Leona von Ambrose trennt. Der stets geduldige und zögerliche Claude rächt sich an seinem unverschämten Schwager und wirft ihn in einen der Totenkränze.
Ambrose und Hope ziehen in eine andere Wohnung. Durch einen übereifrigen Büroleiter hat er wegen seiner Beerdigungslüge auch noch seine Arbeitsstelle nach 25 Jahren verloren. Für Mr. Malloy ist Ambrose allerdings unabdingbar, da niemand dessen chaotisches und komplexes Sortierungssystem versteht, in dem er die Informationen über die Klienten niedergeschrieben hat. Malloy erreicht am Telefon Hope, die behauptet, ihr Vater habe ein Angebot von einer konkurrierenden Firma. Hope handelt eine große Gehaltserhöhung und vier Wochen bezahlten Urlaub für ihren Vater aus. Am Ende setzt sich auch Leona gegenüber ihren unverschämten Verwandten durch und kehrt zu ihrem Ehemann zurück. Der Film endet damit, dass Ambrose mit Tochter und Ehefrau in seinem neuen Auto durch die Gegend fährt, während sein Schwager und die Schwiegermutter im Regen hinten auf dem Notsitz ausharren müssen.

## Hintergrund
Man on the Flying Trapeze wurde die letzte Regiearbeit des langjährigen Buster-Keaton-Mitarbeiters und Filmemachers Clyde Bruckman. Mitten in den Dreharbeiten wurde Bruckman gefeuert, da sich sein Alkoholismus bei den Dreharbeiten bemerkbar machte. Fields übernahm die Regiearbeit für den Rest der Dreharbeiten. Bei anderen Filmen hatte Fields zwar beratend an Regieentscheidungen mitgewirkt, aber Man on the Flying Trapeze wurde sein erster und einziger Film, in dem er wirklicher Regisseur war. Im Vorspann ist als Regisseur dennoch ausschließlich Bruckman genannt. Fields war auch unter dem Pseudonym Charles Bogle einer der Autoren des Filmes.
Carlotta Monti (1907–1993), die die Lebensgefährtin von Fields in den letzten 14 Jahren seines Lebens war, spielt die Sekretärin von Ambrose.

## Kritiken
Andre Sennwald schrieb am 3. August 1935 in der New York Times, Man on the Flying Trapeze sei für ihn der witzigste Film der letzten Monate und eine der besten Filmkomödien bisher von Fields. Dem Film sehe man seine günstigen Produktionsumstände an und manchmal würden komische Szenen zu lange ausgespielt, aber insgesamt sei Man on the Flying Trapeze „regelmäßig urkomisch“. Der Humor sei alltagsnah und „besitzt diese Obertöne von Pathos und Vergeblichkeit, die wir Fields-Liebhaber als seine zynischen Kommentare über die Welt um ihn herum erkennen.“